# Qingyu
Qingyu (kinesiska: 青浴乡, 青浴) är en socken i Kina. Den ligger i provinsen Sichuan, i den sydvästra delen av landet, omkring 340 kilometer nordost om provinshuvudstaden Chengdu. Antalet invånare är 13 388. Befolkningen består av 6 495 kvinnor och 6 893 män. Barn under 15 år utgör 20,0 %, vuxna 15-64 år 69 %, och äldre över 65 år 9,0 %.
Genomsnittlig årsnederbörd är 1 461 millimeter. Den regnigaste månaden är juli, med i genomsnitt 314 mm nederbörd, och den torraste är december, med 5 mm nederbörd.